# Both Gach
Both Gach (Austin, 4 febbraio 1999) è un cestista statunitense con cittadinanza sudsudanese.